# عدن الذيب (إب)

تعديل مصدري - تعديل

عدن الذيب هي إحدى قرى عزلة بني مدسم بمديرية إب التابعة لمحافظة إب، بلغ تعداد سكانها 414 نسمة حسب تعداد اليمن لعام 2004.